# 目良浩一
目良 浩一（めら こういち、1933年10月13日 - 2019年12月17日）は、日本出身の都市研究者。社会工学者。都市経済工学者。交通工学者。南カリフォルニア大学名誉教授。ウィラメット大学経営大学院客員教授など。歴史の真実を求める世界連合会創設者・初代代表。福岡県出身。

## 人物と経歴
朝鮮京城府生まれ。福岡県立伝習館高等学校から、東京大学に進学。1957年、東京大学工学部建築学科卒業時は総代。卒業設計を手伝いにきていた女性と結婚。大学卒業後は同大学大学院建築学専攻修士課程に進学し、丹下健三に師事。建築家志望であったが、 1959年、同大学院修士課程修了後、博士課程進学の直後、フルブライト留学生として都市計画・都市経済学分野を修めるべく渡米し、プリンストン大学建築学部大学院都市計画学専攻修士課程に進学。同大学院修了後はハーバード大学大学院博士課程に進学し、1963年9月、同大学都市地域計画学博士課程を修了し、ハーバード大学経済学部都市計画分野助教授を経て、1969年より世界銀行都市開発局勤務。同銀行の開発事業方面に従事の後財団法人国際開発センター主任研究員を経て、1975年に筑波大学社会工学系教授(都市計画主専攻担当)。東京大学工学部都市工学科非常勤講師。1976年、「Income Distribution and Regional Development」（University of Tokyo Press）で第19回日経・経済図書文化賞本賞受賞。
1982年に再び世界銀行勤務。1986年、東京国際大学商学部教授就任。
1995年から2008年までは、南カリフォルニア大学経済学部教授（国際ビジネス講座担当）。
2006年、ロサンゼルスにて非営利活動法人「日本再生研究会」を設立し、同会理事長。日本の将来を健全にするためとして、日本の近現代史を会員とともに研究し、2012年に著書を出版した。2014年に歴史の真実を求める世界連合会(GAHT)を発足させ、日本人の名誉を守るためとして「慰安婦奴隷説」のような歴史観の普及に対する反対運動を展開。米国グレンデール市に対する「慰安婦像」撤去訴訟に参加した。2014年10月、「朝日新聞を糺す国民会議」に参加。朝日新聞を提訴する原告団の一員となる（請求棄却で確定）。
2019年12月17日、ニュージャージー州プリンストンの自宅で死去したことがGAHTから公表された。

## 著書
- 現代建築を動かすもの（浜口隆一と共著編、彰国社、1958）
- Income Distribution and Regional Development（所得分配と地域開発）（東京大学出版会、1975）
- 「東京問題(プロブレム)」の解決策―エコノミストの分析と提言（宮尾尊弘、坂下昇と共著、HBJ出版局、1988）
- 土地税制の研究―土地保有課税の国際比較と日本の現状（坂下昇、田中一行、宮尾尊弘と共著、日本住宅総合センター、1992）
- Asia's Financial Crisis and the Role of Real Estate（Bertrand Renaudと共著編、M.E. Sharpe, 2000）
- マッカーサーの呪いから目覚めよ日本人! (井上雍雄、今森貞夫と共著、桜の花出版、2012）
- Comfort Women not “Sex Slaves”: Rectifying the Myriad of Perspectives (English Edition)(Xlibris US、2015年)
- Whose Back Was Stabbed? : FDR's Secret War on Japan (Hamilton Books、2017年)
- アメリカに正義はあるのか：グレンデール「慰安婦像」撤去裁判からの報告（ハート出版、2018）
- 「平和に対する罪」はアメリカにこそある：在米日本人学者が明かす「太平洋戦争」の真実（ハート出版、2019）